# Eppa Rixey
Eppa Rixey (né le 3 mai 1891 à Culpeper, Virginie, États-Unis et mort le 28 février 1963 à Terrace Park, Ohio, États-Unis) est un joueur de baseball qui joue dans la Ligue majeure de baseball de 1912 à 1933. Il est élu en 1963 au Temple de la renommée du baseball, un mois avant sa mort.
Ce lanceur gaucher joue pour les Phillies de Philadelphie de 1912 à 1917, puis en 1919 et 1920, et s'aligne ensuite avec les Reds de Cincinnati de 1921 à 1933. 